# 潘托哈山

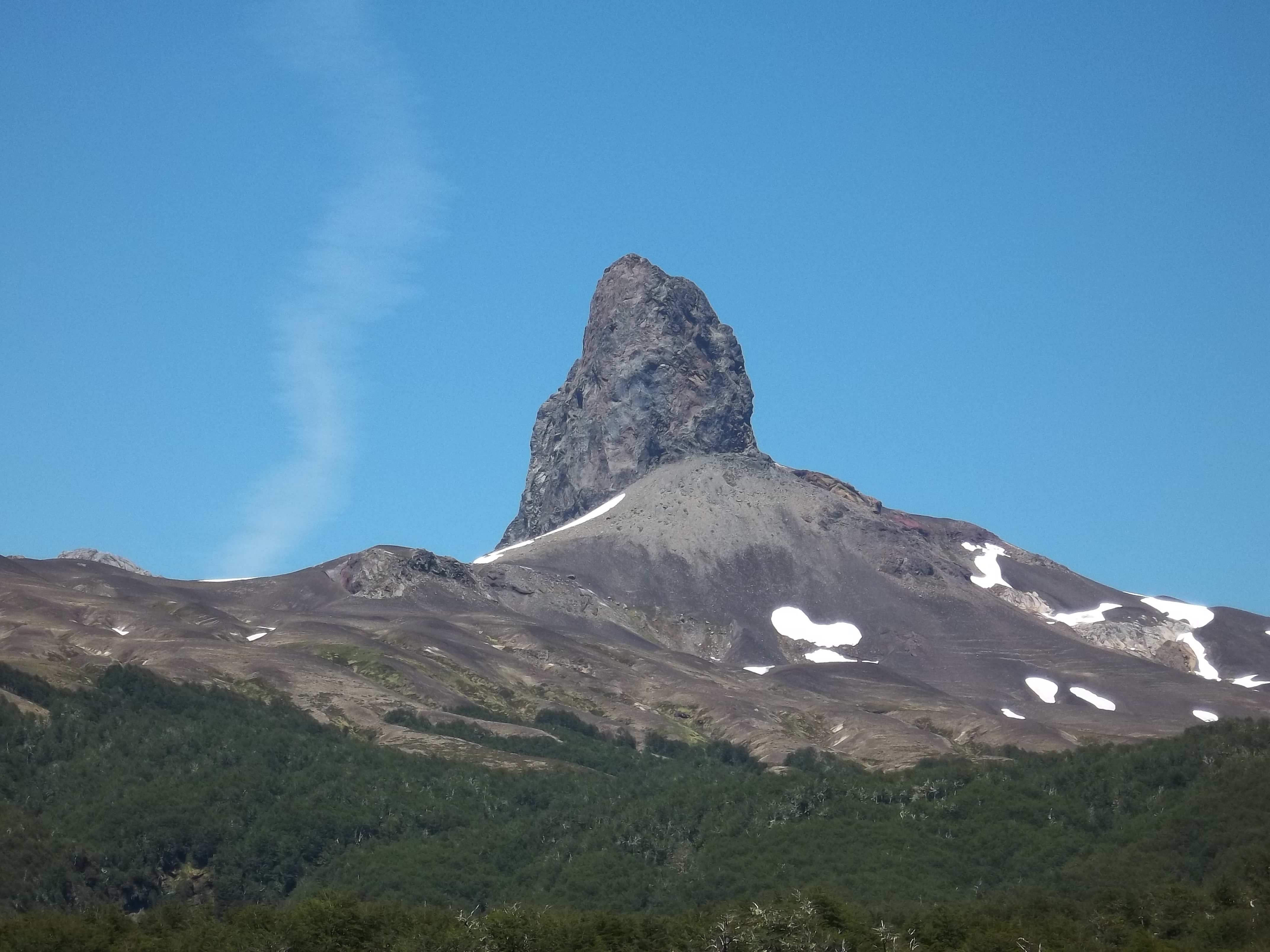

40°46′0″S 71°57′0″W / 40.76667°S 71.95000°W
潘托哈山（西班牙語：Cerro Pantojo），是南美洲的火山，位於阿根廷的內烏肯省和智利的湖大區之間接壤的邊境，屬於安第斯山脈的一部分，海拔高度2,024米。